# Waganiec (gmina)
Waganiec est une gmina rurale du powiat de Aleksandrów Kujawski, Couïavie-Poméranie, dans le centre-nord de la Pologne. Son siège est le village de Waganiec, qui se situe environ 12 km au sud-est d'Aleksandrów Kujawski et 29 km au sud-est de Toruń.
La gmina couvre une superficie de 54,56 km2 pour une population de 4 400 habitants.

## Géographie
La gmina inclut les villages d'Ariany, Bertowo, Brudnowo, Byzie, Ciupkowo, Janowo, Józefowo, Kaźmierzyn, Kolonia Święte, Konstantynowo, Lewin, Michalin, Niszczewy, Nowy Zbrachlin, Plebanka, Przypust, Sierzchowo, Siutkowo, Śliwkowo, Stannowo, Stary Zbrachlin, Szpitalka, Waganiec, Wiktoryn, Włoszyca, Wójtówka, Wólne, Zakrzewo et Zbrachlin.
La gmina borde la ville de Nieszawa et les gminy de Bądkowo, Bobrowniki, Koneck, Lubanie et Raciążek.